# موریسونویل (ویرجینیا)
موریسونویل (به انگلیسی: Morrisonville) یک منطقهٔ مسکونی در ایالات متحده آمریکا است که در شهرستان لادن، ویرجینیا واقع شده‌است.